# Herbie: Fully Loaded (trilha sonora)
Herbie: Fully Loaded é a trilha sonora original do filme de mesmo nome. Foi lançada em 21 de junho de 2005 pela Hollywood Records.

## Faixas
1. Lindsay Lohan – "First"
2. Mark McGrath – "Getcha Back"
3. Aly & A.J. – "Walking on Sunshine"
4. Caleigh Peters – "Fun, Fun, Fun"
5. Pilot – "Magic"
6. Josh Gracin – "Working for the Weekend"
7. The Donnas – "Roll On down the Highway"
8. The Mooney Suzuki – "Born to Be Wild"
9. Ingram Hill – "More Than a Feeling"
10. Rooney – "Metal Guru"
11. Josh Kelley – "You Are the Woman"
12. Lionel Richie – "Hello"
13. Mavin – "Welcome to My World"
14. The Black Smoke Organisation – "Herbie (Fully Loaded Remix)"
15. The Black Smoke Organisation – "Herbie vs NASCAR"